# Piliscus commodus
Piliscus commodus is een slakkensoort uit de familie van de Velutinidae. De wetenschappelijke naam van de soort is voor het eerst geldig gepubliceerd in 1851 door Middendorff.